# Alt (touche)
Ne doit pas être confondu avec Touche d'option.
Pour les articles homonymes, voir Alternative et Alt.
Cette page contient des caractères spéciaux ou non latins. S’ils s’affichent mal (▯, ?, etc.), consultez la page d’aide Unicode.

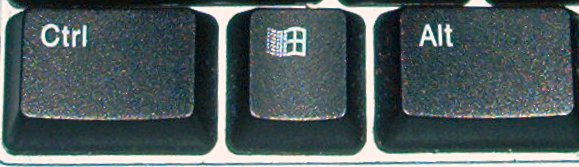
Touche Alt (gauche, à droite sur la photo) sur un clavier Windows.

Sur un clavier de PC, la touche Alt, de l'anglais alternate key ou alternative key, aussi appelée touche alternative ou touche d'alternative, est la touche qui se trouve entre la barre d’espace et la touche Windows. Il s’agit d’une touche de combinaison.

## Symbole et étiquetage

Symbole ISO de clavier pour « Alternative ».

Le symbole de clavier normalisé pour la touche Alt (qui peut être utilisé lorsque le lettrage latin habituel « Alt » n'est pas choisi pour marquer la touche) est donné dans la norme ISO/CEI 9995-7 comme symbole 25, et dans la norme ISO 7000 « Symboles graphiques à utiliser sur un équipement » comme symbole ISO-7000-2105. Ce symbole est codé en Unicode U+2387 comme : alternative key symbol (⎇).
Cette touche peut être notée : Alt, ALT, ⎇  ou encore Alt ⎇.

## Histoire
La touche Alt est venue remplacer le métamodificateur des anciens claviers du MIT. Dans sa fonction d'origine, un appui sur le métamodificateur ou la touche Alt définit à 1 le bit de poids fort du signal généré (ex. : un appui sur A génère la suite de bits 01000001 alors qu'un appui sur Alt + A génère la suite de bits 11000001). Cependant, dans un logiciel moderne, en raison des nouvelles exigences de configuration du bit de poids fort destinée à l'internationalisation, la touche Alt ne fonctionne plus de cette manière.

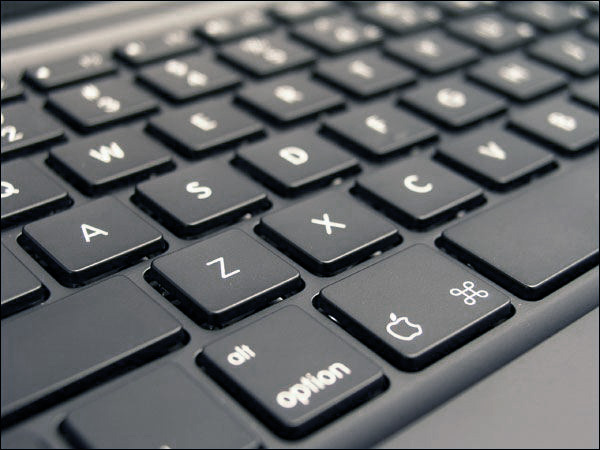
Touche Alt également nommée option sur un Macintosh portable.

Depuis les années 1990, la touche Alt a été imprimée à la place de la touche d'option (souvent étiquetée Opt ⌥) sur la plupart des claviers de Macintosh. La touche Alt est utilisée sur des systèmes autres que celui du Macintosh, tel qu'Unix, Linux ou encore Windows, mais dans macOS, elle est toujours désignée comme la touche d'option. Le comportement de la touche d'option dans macOS diffère de celui de la touche Alt d'un clavier de PC : elle est utilisée pour écrire d'autres caractères (comme avec Alt Gr sur PC) plutôt que pour activer les mnémoniques (pour lesquelles il faut utiliser Cmd).

## Utilisation

### Mnémoniques
La touche Alt permet principalement d'activer les mnémoniques des composants d'interface graphique. Ces mnémoniques s’affichent lorsque Alt est enfoncée : ce sont des lettres soulignées dans les étiquettes texte des composants, principalement les menus. Appuyer sur une lettre (sans avoir relâché Alt) active l’élément qui a cette lettre soulignée.

### Raccourcis clavier

#### Communs
- Ctrl + Alt ⎇ + Suppr (Ctrl-Alt-Delete) : redémarrer le BIOS, afficher le gestionnaire des tâches, débloquer l’ordinateur.
- Alt ⎇ + Tab ↹ : changer de fenêtre.
- Alt ⎇ + F4 : fermer la fenêtre.
- Alt + Espace : ouvrir le menu de la fenêtre active.

#### Sous Windows
- Alt ⎇ + F6 : passer à une autre fenêtre de la même application.
- Alt ⎇ + Impr écran : placer dans le presse-papier un instantané de la fenêtre active (seulement).
- Alt ⎇ + ⇧ Maj : changer de langue de saisie (AZERTY ↔ QWERTY) (selon configuration du système).

Lors du glisser-déposer d’un fichier, enfoncer Alt permet de créer un raccourci.
De plus, écrire des chiffres en maintenant Alt enfoncée permet d’écrire des caractères divers : ce sont les codes Alt.